# امي ر. زوتا
امي ر. زوتا أستاذ مساعد بكلية ميلكين للصحة العامة بجامعة جورج واشنطن ، متخصص في الصحة العامة والمهنية. 

## التعليم
```
تخرج زوتا من 
جامعة نورث كارولينا في تشابل هيل
 في عام 1999 بدرجة البكالوريوس في العلوم والهندسة البيئية.  تخرج لاحقًا من كلية الصحة العامة بجامعة هارفارد بدرجة الماجستير والدكتوراه في 
الصحة البيئية
 في 2003 و 2007 ، على التوالي. 
[
1
]
[
5
]
```

## الوظيفة
```
قام زوتا بإجراء أبحاث حول العديد من القضايا المتعلقة بالصحة العامة. 
[
6
]
[
7
]
```

على سبيل المثال ، مدى احتمالية تعرض أكلة الوجبات السريعة ل دي (2–إيثيل هكسيل) الفثالات وديسو نياليل فثاليت , 
والمشاركة في تأليف دراسة وصفية عن المواد الكيميائية المنزلية الموجودة في غبار الأسرة الأمريكية ، وختمت إلى أن العديد من المواد الكيميائية الموجودة في غبار الأسرة تشترك في الغدد الصماء أو السمية التناسلية. 
يعمل زوتا في هيئة تحرير المجلة "مجلة علم التعرض & وعلم الاوبئة البيئية بواسطة طبيعة .

## الجوائز
```
حصل زوتا على جائزة التطوير الوظيفي من المعاهد الوطنية لعلوم الصحة البيئية عن عملها الذي يحدد كيف يمكن أن تتفاعل المخاطر البيئية مع الحرمان الاجتماعي والضغوط النفسية والاجتماعية لتفاقم الأضرار أثناء الحمل.
[
11
]
 تم الاعتراف بها من قبل 
التعاونية في الصحة والبيئة
 كرائدة تحت سن 40 في الصحة العامة البيئية.
```